# Březnice (kraj zliński)
Březnice – gmina w Czechach, w powiecie Zlin, w kraju zlińskim. Według danych z dnia 1 stycznia 2012 liczyła 1244 mieszkańców.
Przed 1993 rokiem miejscowość stanowiła część miasta Zlin.
Zobacz też:
- Březnice (ujednoznacznienie)